# Foxy Brown (banda sonora)
Foxy Brown es la segunda banda sonora y el quinto álbum de estudio del músico de soul estadounidense Willie Hutch, para la película del mismo nombre. Fue publicado en abril de 1974 a través de Motown Records.

## Relanzamientos
Foxy Brown fue reeditado por primera vez en marzo de 1996. Fue reeditado nuevamente en 2018 en vinilo negro de peso estándar en una reproducción fiel del empaque original tal como se lanzó en 1974.

## Recepción de la crítica
Un escritor no especificado de Billboard escribió: “Ha habido una gran cantidad de álbumes de bandas sonoras negras en los últimos años, pero pocos pasan la prueba de ser conjuntos que uno querría escuchar como si fuera un LP normal. Sin embargo, esta es una de las raras bandas sonoras que podría ser fácilmente una muestra de canciones de primer nivel en lugar de una banda sonora. Hutch es un arreglista y productor de primer nivel y su voz contiene una dureza controlada que a menudo falta en el material soul actual. En una época en la que las fórmulas derivadas de Curtis Mayfield o Barry White parecen dominantes, es un placer ver un intento de originalidad. Quizás lo más importante de esta fina mezcla de soul y jazz es que se puede disfrutar independientemente de que se haya visto la película o no, y que se destaca por sí sola como un excelente solo”. Un escritor no especificado de la revista Cash Box escribió: “[Willie Hutch] no solo produjo y arregló esta banda sonora, sino que también escribió todas las composiciones que contiene, dándole al paquete la fuerza crucial para sostenerse por sí solo, un tributo a cualquier partitura. Si bien complementa artísticamente la película de American International, las canciones en sí son provocativas y emocionantes en varios niveles”.

## Lista de canciones
Todas las canciones escritas y compuestas por Willie Hutch.
Lado uno
1. «Chase» – 2:28
2. «Theme of Foxy Brown» – 2:25
3. «Overture of Foxy Brown» – 0:55
4. «Hospital Prelude of Love Theme» – 2:55
5. «Give Me Some of That Good Old Love» – 3:41
6. «Out There» – 2:40

Lado dos
1. «Foxy Lady» – 4:02
2. «You Sure Know How to Love Your Man» – 3:49
3. «Have You Ever Asked Yourself Why (All About Money Game)» – 3:24
4. «Ain't That (Mellow, Mellow)» – 2:56
5. «Whatever You Do (Do It Good)» – 3:01

## Créditos y personal
Créditos adaptados desde las notas de álbum de Foxy Brown.
Músicos
- William Green – saxofón barítono
- Carl Suttles – saxofón
- Daniel Ackerman – trompeta
- George Bohanon – trombón
- Ernie Watts – flauta
- Bob Kee – saxofón tenor
- Abe Mills – batería
- Gene Pello – batería
- Halbert Taylor – guitarra
- Arthur Wright – guitarra
- Tim Lawson – guitarra
- Darryl Jackson – percusión
- Gary Coleman – vibráfono, pandereta
- Lawrence Dickens – bajo eléctrico
- Nate Morgan – teclados
- Maxine Willard – coros
- Julia Tillman – coros
- Carol Willis – coros

Personal técnico
- Willie Hutch – productor, arreglos
- Art Stewart – ingeniero de audio, mezclas
- Cal Harris – ingeniero de audio

## Posicionamiento
| Gráfica (1974)                             | Pico de posición |
| ------------------------------------------ | ---------------- |
| Estados Unidos (Billboard Top LP's & Tape) | 179              |
| Estados Unidos (Billboard Soul LP's)       | 36               |